# Филип фон Изенбург-Бюдинген-Ронебург
Филип фон Изенбург-Бюдинген-Ронебург-Келстербах (на немски: Philipp von Isenburg-Büdingen-Ronneburg-Kelsterbach; * 20 март 1467 в Бюдинген; † 22 февруари 1526) е граф на Изенбург-Бюдинген-Ронебург в Келстербах, Хесен.
(1511, 1518/21/26 – 1526).
Филип е големият син на граф Лудвиг II фон Изенбург, господар на Бюдинген (1422 – 1511), и на съпругата му графиня Мария фон Насау-Висбаден-Идщайн (1438 – 1480). По майчина линия Филип е внук на граф Йохан II фон Насау-Висбаден-Идщайн (1419 – 1480) и графиня Мария фон Насау-Диленбург (1418 – 1472). Баща му е брат на Дитер фон Изенбург (1412 – 1482), който е архиепископ на Майнц (1459 – 1461 и 1475 – 1482).
След смъртта на баща му през 1511 г. Филип и по-малкият му брат Йохан V (1476 – 1533) поделят наследството Изенбург-Бюдинген. Филип получава Изенбург-Бюдинген-Ронебург, a Йохан V получава Изенбург-Бюдинген-Бирщайн.
От 1517 г. започва наследствена война между тримата братя Филип, Йохан V и Дитер II фон Изенбург-Бюдинген (ок. 1470 – 1521). През 1523 г. замъкът „Ронебург“ преминава към владенията на Филип фон Изенбург-Бюдинген, който основава линията Изенбург-Бюдинген-Ронебург, по-късната Изинген-Ронебург. Замъкът „Ронебург“ става резиденция на тази линия.
През 1529 г. е поделен и дворецът „Бюдинген“.
Филип е наследен от син му Антон.

## Фамилия
През 1495 г. Филип се жени в Бюдинген за графиня Амалия фон Ринек (* 29 ноември 1478 в Ашафенбург, Бавария; † 1543), най-малката дъщеря на граф Филип II фон Ринек Млади, († 1497) и втората му съпруга Анна фон Вертхайм († 1497). Двамата имат децата:
- Антон I (1501 – 1560), граф на Изенбург-Бюдинген-Ронебург в Келстербах (1518 – 1560), женен I. през 1522 г. за Елизабет фон Вид (1508 – 1542), II. през 1554 г. за Катарина Гумпел (ок. 1530 – 1559)
- Анна (* ок. 1500; † 1551/1557), омъжена на 9 януари 1515 г. за Йохан VII, вилд-и райнграф фон Салм-Кирбург (1493 – 1531)
- Елизабет (* ок. 1508; † 14 май 1572), омъжена на 29 ноември 1528 г. за граф Гюнтер XL фон Шварцбург (1499 – 1552)
- Луиза († 27 декември 1545), монахиня в Мариенборн
- Катарина (* ок. 1500; † 28 октомври 1545), монахиня в Мариенборн
- Маргарета († 28 октомври 1545), монахиня в Кларентал 1499/1524